# Music from Big Pink
Music from Big Pink je první studiové album skupiny The Band. Vydáno bylo v červenci roku 1968 společností Capitol Records a jeho producentem byl John Simon, který na něm rovněž hrál na různé nástroje. Svůj název deska dostala podle domu nazývaného Big Pink, v němž skupina napsala písně pro toto album. Album bylo nahráno v New Yorku a Los Angeles. Na obalu alba se nachází malba od Boba Dylana.

## Seznam skladeb
1. „Tears of Rage“ – 5:21
2. „To Kingdom Come“ – 3:19
3. „In a Station“ – 3:31
4. „Caledonia Mission“ – 3:53
5. „The Weight“ – 4:34
6. „We Can Talk“ – 3:02
7. „Long Black Veil“ – 3:02
8. „Chest Fever“ – 5:15
9. „Lonesome Suzie“ – 4:02
10. „This Wheel's on Fire“ – 3:11
11. „I Shall Be Released“ – 3:12

## Obsazení
- Rick Danko – baskytara, housle, zpěv
- Levon Helm – bicí, tamburína, zpěv
- Garth Hudson – elektronické varhany, klavír, clavinet, saxofon
- Richard Manuel – klavír, varhany, bicí, zpěv
- Robbie Robertson – kytara, zpěv
- John Simon – baskřídlovka, saxofon, klavír